# Seeboden am Millstätter See
Seeboden am Millstätter See é um município da Áustria localizado no distrito de Spittal an der Drau, no estado de Caríntia.